# KTSV Preussen 1855 Krefeld
KTSV Preussen 1855 Krefeld is een Duitse sportclub uit Krefeld en is actief in badminton, schermen, voetbal, handbal, kanovaren, atletiek, zwemmen, tafeltennis, ijshockey en turnen.
De club is het product van een fusie van in totaal zes clubs. Op 1 januari 2007 telde de club 1337 leden. Met 440 leden maakt de voetbalsectie het grootste deel uit van de club. Naast KFC Uerdingen is Preussen het uithangbord van het jeugdvoetbal in de stad Krefeld.
Tot begin jaren vijftig was de club altijd actief in de hoogste twee klassen en verdween daarna in de anonimiteit ten voordele van stadsrivaal Bayer Uerdingen.

## Geschiedenis
In 1904 werd FC Preussen 1904 Crefeld opgericht dat in 1911 fuseerde met Crefelder FC 1895, in die tijd werd de naam van de stad vaak nog met een C geschreven. Deze club was de enige van de stad die tot dan in de hoogste klasse van de West-Duitse voetbalbond speelde, namelijk die van Noordrijn, maar de club kon nooit goede resultaten behalen.

### CFC Preußen 1895 Krefeld
De fusieclub startte in de hoogste klasse van de Zuidrijncompetitie en werd meteen laatste, maar degradeerde niet. Het volgende seizoen werd de club vijfde op acht clubs en degradeerde nu wel omdat de competitie werd teruggebracht van twee reeksen naar één reeks. In 1915 werd de club overgeheveld naar de Noordrijncompetitie. Door het uitbreken van de Eerste Wereldoorlog werd de competitie in meerdere regionale reeksen opgedeeld en Preußen werd zowaar kampioen van het district München-Gladbach, echter was er geen verdere eindronde meer om de algemene titel. Het volgende seizoen won stadsrivaal VfB 04 Krefeld de titel. In het eerste naoorlogse seizoen werd de club ingedeeld in de Westrijncompetitie, die slechts één seizoen bestond, en werd elfde op twaalf clubs en slechts derde van de stad Krefeld. De club degradeerde en promoveerde in 1922 opnieuw, nu naar de nieuwe Nederrijncompetitie. Na twee middelmatige seizoenen eindigde de club in 1924/25 op een gedeelde derde plaats, achter de grote clubs uit Duisburg. De competitie werd over twee jaar gespreid en dit seizoen vond enkel de heenronde plaats. De terugronde verliep helaas minder goed waardoor de club terugviel naar de zesde plaats. Na dit seizoen werd de competitie weer over één jaar gespeeld en de reeks werd in twee reeksen gesplitst en de club werd nu derde.
Het volgende seizoen werd de club groepswinnaar. Na de finale tegen andere groepswinnaar Duisburger SpV werd de club ook voor het eerst kampioen en plaatste zich zo voor de West-Duitse eindronde. In de groepsfase met de zes andere kampioenen werd Preußen tweede achter SpVgg Sülz 07 en stootte zo door naar de eindronde om de landstitel. Hier werd de club meteen verslagen door  Tennis Club Borussia Berlin. Het volgende seizoen werd de derde plaats behaald. Hierna werden de reeksen samengevoegd tot één reeks en nu werd de club vicekampioen achter Homberger SpV 03 en mocht hierdoor naar de West-Duitse eindronde voor vicekampioenen. Na overwinningen op TuRV Hagen 1872 en SC 1894 München-Gladbach bereikte de club de finale, die ze verloren tegen Düsseldorfer TSV Fortuna 1895. De competitie werd weer gesplitst, maar de volgende seizoenen kon de club geen goede resultaten meer boeken.

### VfL Preußen Krefeld 1895
Na dit seizoen kwam de NSDAP aan de macht in Duitsland. De West-Duitse bond en zijn acht competities werden ontbonden en vervangen door drie Gauliga’s. In principe maakte de club geen kans op de nieuwe Gauliga Niederrhein door de slechte notering, echter besloot de club te fuseren met VfL 1904 Krefeld tot VfL Preußen 1895 Krefeld en kreeg zo zelfs de voorkeur op BV Union 05 Krefeld, dat beter geëindigd was in de competitie, om in de Gauliga te starten. Na twee achtste plaatsen werd de club zesde in 1935/36, dit werd echter gevolgd door een degradatie. De club kon niet meer promoveren de volgende jaren, al was promotie enkele keren dichtbij. Na de Tweede Wereldoorlog werden er regionale kampioenschappen gespeeld. Op weg naar de finale versloeg de club onder andere rivaal BV Union 05 en stond in de finale tegenover Rheydter SV 05 en verloor dan. Het volgende seizoen werd er weer een Nederrijnse competitie gespeeld, waarin de club derde werd. Na dit seizoen werd de Oberliga West ingevoerd als hoogste klasse. Na twee jaar Landesliga werd de II. Oberliga West ingericht als nieuwe tweede klasse.

### KTSV Preussen 1855 Krefeld
In 1949 fuseerde de club een laatste maal, met Krefelder Turnverein 1855 en nam zo de huidige naam aan. In 1952 degradeerde de club naar de Landesliga en twee jaar later zelfs naar de Bezirksklasse. Na één seizoen keerde de club terug en speelde nu drie jaar in de Landesliga alvorens opnieuw te degraderen. Begin jaren zestig verzeilde de club zelfs in de Kreisklasse. Van 1866 tot 1984 pendelde de club tussen Landesliga en Bezirksliga en belandde dan weer in de Kreisliga, inmiddels de zevende klasse. De club beleefde hierna echter een heropleving en klom uit het diepe dal. Na enkele promoties speelde de club in 1989 in de Verbandsliga, toen nog de vierde klasse. Na de titel in 1991 promoveerde de club naar de Oberliga Nordrhein. De club eindigde een aantal keer in de middenmoot.
Na de invoering van de Regionalliga in 1994 was dit de vierde hoogste klasse. Twee jaar later degradeerde de club. Het volgdende seizoen verliep rampzalig en Preussen eindigde laatste in de Verbandsliga en door financiële problemen degradeerde de club twee klassen ineens en ging naar de Bezirksliga. Na enkele middelmatige seizoenen begon het tij te keren vanaf 2000 met een aantal betre middenmootplaatsen. In 2007 promoveerde de club weer naar de Landesliga, maar moest na één seizoen een stap terugzetten.